# TCR Series 2017
Le TCR Series 2017 sono una serie di competizioni organizzate da Marcello Lotti. Questi campionati seguono le specifiche TCR, nate nel 2015 come alternativa più economica alle specifiche TC1 adottate nel WTCC. Il campionato principale sono le TCR International Series, alle quali si affiancano quindici campionati regionali.

## TCR Trophy Europe
Rispetto alla stagione precedente, nella quale il TCR Trophy Europe era stato assegnato in base ai risultati di alcuni eventi selezionati nei vari campionati TCR europei, quest'anno il trofeo viene assegnato in un evento singolo disputato all'Adria International Raceway. Possono iscriversi all'evento tutti coloro che hanno disputato almeno una gara in un campionato TCR durante l'anno e non si sono classificati tra i primi dieci nelle TCR International Series.

### Piloti e scuderie
| Scuderia                       | Vettura                  | #  | Pilota             |
| ------------------------------ | ------------------------ | -- | ------------------ |
| LMS Racing                     | SEAT León TCR            | 4  | Olli Parhankangas  |
| LMS Racing                     | Audi RS3 LMS TCR         | 10 | Antti Buri         |
| Tecnodom Sport                 | Opel Astra TCR           | 5  | Kevin Giacon       |
| DG Sport Compétition           | Peugeot 308 Racing Cup   | 7  | Aurélien Comte     |
| Liqui Moly Team Engstler       | Volkswagen Golf GTI TCR  | 8  | Luca Engstler      |
| Liqui Moly Team Engstler       | Volkswagen Golf GTI TCR  | 39 | Florian Thoma      |
| Team Novadriver                | Volkswagen Golf GTI TCR  | 11 | Francisco Abreu    |
| Innocenti-AMG Motorsport       | SEAT León TCR            | 15 | Lev Tolkačev       |
| Innocenti-AMG Motorsport       | SEAT León TCR            | 77 | Denis Grigoriev    |
| V-Action Racing                | Alfa Romeo Giulietta TCR | 16 | Luigi Ferrara      |
| Target Competition             | Honda Civic TCR          | 21 | Giacomo Altoè      |
| Target Competition             | Honda Civic TCR          | 99 | Josh Files         |
| BRC Racing Team                | Hyundai i30 N TCR        | 30 | Gabriele Tarquini  |
| Kraf Racing                    | Audi RS3 LMS TCR         | 44 | Plamen Kralev      |
| Privati                        | Volkswagen Golf GTI TCR  | 52 | Giovanni Altoè     |
| Privati                        | Volkswagen Golf GTI TCR  | 53 | Sandro Pelatti     |
| Privati                        | Audi RS3 LMS TCR         | 54 | Ermanno Dionisio   |
| Privati                        | Audi RS3 LMS TCR         | 55 | Giovanni Berton    |
| CRC - Cappellari Reparto Corse | SEAT León TCR            | 76 | Daniele Cappellari |
| Team WRT                       | Volkswagen Golf GTI TCR  | 88 | Maxime Potty       |

### Classifiche

#### Classifica piloti
| Pos.                                  | Pilota             | ADR | ADR | Punti |
| ------------------------------------- | ------------------ | --- | --- | ----- |
| 1                                     | Aurélien Comte     | 4   | 2   | 45    |
| 2                                     | Giacomo Altoè      | 3   | 3   | 45    |
| 3                                     | Josh Files         | 1   | 7   | 43    |
| 4                                     | Maxime Potty       | 6   | 4   | 31    |
| 5                                     | Florian Thoma      | 7   | 5   | 25    |
| 6                                     | Luigi Ferrara      | 9   | 6   | 20    |
| 7                                     | Antti Buri         | 5   | Rit | 17    |
| 8                                     | Luca Engstler      | 18† | 9   | 12    |
| 9                                     | Francisco Abreu    | 16  | 8   | 11    |
| 10                                    | Giovanni Altoè     | 8   | 10  | 8     |
| 11                                    | Plamen Kralev      | 12  | 17† | 5     |
| 11                                    | Lev Tolkačev       | 13  | 13  | 5     |
| 11                                    | Denis Grigoriev    | 15  | 14  | 5     |
| 11                                    | Olli Parhankangas  | 14  | 15  | 5     |
| 11                                    | Daniele Cappellari | 17† | 16  | 5     |
| 11                                    | Kevin Giacon       | NP  | NP  | 5     |
| 17                                    | Sandro Pelatti     | 10  | 11  | 3     |
| 18                                    | Ermanno Dionisio   | 11  | 12  | 1     |
| —                                     | Giovanni Berton    | NP  | NP  | 0     |
| Piloti ineleggibili per segnare punti |                    |     |     |       |
| —                                     | Gabriele Tarquini  | 2   | 1   | 0     |
| Pos.                                  | Pilota             | ADR | ADR | Punti |

| Colore  | Risultato             |
| ------- | --------------------- |
| Oro     | Vincitore             |
| Argento | 2º posto              |
| Bronzo  | 3º posto              |
| Verde   | Finito a punti        |
| Blu     | Finito senza punti    |
| Viola   | Ritirato (Rit)        |
| Viola   | Non classificato (NC) |
| Rosso   | Non qualificato (NQ)  |
| Nero    | Squalificato (SQ)     |
| Bianco  | Non partito (NP)      |
| Bianco  | Non ha gareggiato     |
| Bianco  | Infortunato (INF)     |
| Bianco  | Escluso (ES)          |
| Bianco  | Gara cancellata (C)   |

#### Classifica scuderie
| 1                                       | Target Competition             | 1   | 3   | 69    |
| 1                                       | Target Competition             | 3   | 7   | 69    |
| 2                                       | DG Sport Compétition           | 6   | 4   | 40    |
| 3                                       | Team WRT                       | 6   | 4   | 27    |
| 4                                       | Liqui Moly Team Engstler       | 7   | 5   | 24    |
| 4                                       | Liqui Moly Team Engstler       | 18† | 9   | 24    |
| 5                                       | V-Action Racing                | 9   | 6   | 16    |
| 6                                       | LMS Racing                     | 5   | 15  | 14    |
| 6                                       | LMS Racing                     | 14  | Rit | 14    |
| 7                                       | Team Novadriver                | 16  | 8   | 6     |
| 8                                       | Innocenti-AMG Motorsport       | 13  | 13  | 4     |
| 8                                       | Innocenti-AMG Motorsport       | 15  | 14  | 4     |
| 9                                       | Kraf Racing                    | 12  | 17† | 2     |
| —                                       | CRC - Cappellari Reparto Corse | 17† | 16  | 0     |
| —                                       | Tecnodom Sport                 | NP  | NP  | 0     |
| Scuderie ineleggibili per segnare punti |                                |     |     |       |
| —                                       | BRC Racing Team                | 2   | 1   | 0     |
| Pos.                                    | Scuderia                       | ADR | ADR | Punti |

| Colore  | Risultato             |
| ------- | --------------------- |
| Oro     | Vincitore             |
| Argento | 2º posto              |
| Bronzo  | 3º posto              |
| Verde   | Finito a punti        |
| Blu     | Finito senza punti    |
| Viola   | Ritirato (Rit)        |
| Viola   | Non classificato (NC) |
| Rosso   | Non qualificato (NQ)  |
| Nero    | Squalificato (SQ)     |
| Bianco  | Non partito (NP)      |
| Bianco  | Non ha gareggiato     |
| Bianco  | Infortunato (INF)     |
| Bianco  | Escluso (ES)          |
| Bianco  | Gara cancellata (C)   |

## TCR Russian Series
Come nella stagioni precedenti le vetture con specifiche TCR possono essere iscritte alla classe Touring delle Russian Circuit Racing Series, il principale campionato turismo russo, accanto ad auto con specifiche TC2. A partire da questa stagione le vetture TCR sono ormai diventate le principali componenti della classe Touring. L'unica differenza rilevante nel calendario è stata la sostituzione dell'evento all'autodromo di Soči con un secondo evento al Kazan Ring.
Dimitrij Bragin, che ha disputato la stagione in sulla SEAT León TCR dello scorso anno e in parte su una Audi RS3 LMS TCR, si è aggiudicato il titolo Touring per il suo secondo anno consecutivo, superando di 39 punti Vladimir Šešenin su Lada Vesta TCR.

### Piloti e scuderie
| Scuderia                 | Vettura             | #  | Pilota             | Gare     |
| ------------------------ | ------------------- | -- | ------------------ | -------- |
| STK TAIF Motorsport      | SEAT León TCR       | 1  | Dimitrij Bragin    | 3-5      |
| STK TAIF Motorsport      | Audi RS3 LMS TCR    | 1  | Dimitrij Bragin    | 1-2, 6-7 |
| STK TAIF Motorsport      | Audi RS3 LMS TCR    | 87 | Marat Šarapov      | 1-7      |
| STK TAIF Motorsport      | Audi RS3 LMS TCR    | 89 | Timur Šigabutdinov | 2-3, 5-7 |
| Lukoil Racing Team       | SEAT León TCR       | 2  | Aleksej Dudukalo   | 1-7      |
| Lukoil Racing Team       | SEAT León TCR       | 12 | Nikolaj Karamišev  | 1-7      |
| Lukoil Racing +          | SEAT León TCR       | 4  | Roman Golikov      | 1-7      |
| Lukoil Racing +          | SEAT León TCR       | 14 | Klim Gavrilov      | 1-7      |
| Neva Motorsport          | SEAT León TCR       | 5  | Pavel Jašin        | 1-7      |
| Neva Motorsport          | SEAT León TCR       | 10 | Oleg Haruk         | 5-7      |
| Innocenti-AMG Motorsport | SEAT León TCR       | 7  | Denis Grigoriev    | 1-7      |
| Innocenti-AMG Motorsport | SEAT León TCR       | 15 | Lev Tolkačev       | 1-4, 6-7 |
| Maksim Andrachanov       | SEAT León TCR       | 9  | Maksim Andrachanov | 5-7      |
| B-Tuning PRO Racing Team | SEAT León Supercopa | 10 | Oleg Haruk         | 2        |
| Lada Sport Rosneft       | Lada Vesta TCR      | 11 | Kirill Ladygin     | 1-7      |
| Lada Sport Rosneft       | Lada Vesta TCR      | 19 | Vladimir Šešenin   | 1-7      |
| Anton Badoev             | SEAT León TCR       | 51 | Anton Badoev       | 1-2, 4-5 |
| Timerchan                | SEAT León Supercopa | 61 | Rais Minnichanov   | 4        |
| STK Čingischan           | Audi RS3 LMS TCR    | 76 | Irek Minnachmetov  | 1-7      |
| Akhmat Racing Team       | SEAT León TCR       | 95 | Vitalij Dudin      | 1-7      |

### Classifica
| Pos. | Pilota             | GRO | GRO | SMO | SMO | NN | NN  | KAZ | KAZ | SMO | SMO | MOS | MOS | KAZ | KAZ | Punti |
| ---- | ------------------ | --- | --- | --- | --- | -- | --- | --- | --- | --- | --- | --- | --- | --- | --- | ----- |
| 1    | Dimitrij Bragin    | 4   | 1   | 6   | 1   | 7  | 1   | 3   | 6   | 3   | 2   | 5   | 1   | 8   | 1   | 241   |
| 2    | Vladimir Šešenin   | 2   | 7   | Rit | 13  | 2  | 6   | 2   | 1   | 1   | 11  | 2   | 3   | 3   | 7   | 202   |
| 3    | Aleksej Dudukalo   | 3   | 3   | 4   | 2   | 3  | 8   | 12  | 2   | 4   | 13† | 4   | 2   | 15  | 5   | 187   |
| 4    | Nikolaj Karamišev  | SQ  | 4   | 3   | 6   | 1  | 7   | 4   | 8   | 5   | 4   | 3   | 6   | 5   | 3   | 172   |
| 5    | Kirill Ladygin     | 1   | 6   | 15  | Rit | 4  | 4   | 1   | SQ  | 2   | 5   | 15  | Rit | 1   | 2   | 171   |
| 6    | Irek Minnachmetov  | 9   | 10  | 2   | 12  | 9  | Rit | 5   | 11  | 7   | 3   | 6   | 5   | 2   | 4   | 140   |
| 7    | Klim Gavrilov      | 6   | Rit | 11  | 5   | 6  | 3   | 6   | 3   | 8   | 1   | 8   | Rit | 4   | SQ  | 133   |
| 7    | Vitalij Dudin      | 5   | 2   | 9   | 14  | 8  | 2   | NP  | NP  | 6   | Rit | 1   | 4   | 6   | 11† | 131   |
| 9    | Roman Golikov      | 7   | Rit | 5   | 3   | 5  | 5   | 13  | 4   | Rit | 6   | 7   | 8   | 4   | Rit | 106   |
| 10   | Denis Grigoriev    | 10  | 5   | 1   | 15  | 14 | 12  | 7   | 10  | Rit | 9   | 9   | 12  | 16† | 9   | 90    |
| 11   | Pavel Jašin        | 12  | 11  | 7   | 4   | 11 | 9   | 11  | 5   | 12  | Rit | 13  | 7   | 13  | 8   | 86    |
| 12   | Marat Šarapov      | 13  | 9   | 14  | 7   | 12 | 11  | 9   | 12  | 9   | 8   | 12  | 9   | 9   | Rit | 47    |
| 13   | Lev Tolkačev       | 8   | 12  | 12  | 10  | 10 | 13  | 10  | 9   |     |     | 10  | 14  | 7   | 12† | 65    |
| 14   | Timur Šigabutdinov |     |     | 10  | 9   | 13 | 10  |     |     | Rit | 7   | 11  | 10  | 10  | 6   | 58    |
| 15   | Anton Badoev       | 11  | 8   | 8   | 8   |    |     | 8   | 7   | 10  | Rit |     |     |     |     | 52    |
| 16   | Maksim Andrachanov |     |     |     |     |    |     |     |     | 13  | 12  | 14  | 11  | 12  | 10  | 24    |
| 17   | Oleg Haruk         |     |     | 13  | 11  |    |     |     |     | 11  | 10  | 16  | 13  | 14  | 13  | 24    |
| 18   | Rais Minnichanov   |     |     |     |     |    |     | NP  | 13† |     |     |     |     |     |     | 3     |
| Pos. | Pilota             | GRO | GRO | SMO | SMO | NN | NN  | KAZ | KAZ | SMO | SMO | MOS | MOS | KAZ | KAZ | Punti |

| Colore  | Risultato             |
| ------- | --------------------- |
| Oro     | Vincitore             |
| Argento | 2º posto              |
| Bronzo  | 3º posto              |
| Verde   | Finito a punti        |
| Blu     | Finito senza punti    |
| Viola   | Ritirato (Rit)        |
| Viola   | Non classificato (NC) |
| Rosso   | Non qualificato (NQ)  |
| Nero    | Squalificato (SQ)     |
| Bianco  | Non partito (NP)      |
| Bianco  | Non ha gareggiato     |
| Bianco  | Infortunato (INF)     |
| Bianco  | Escluso (ES)          |
| Bianco  | Gara cancellata (C)   |

## TCR Baltic Trophy
A partire da quest'anno è stata creata una classe riservata a vetture con specifiche TCR nel campionato baltico turismo, con un calendario composto da tre eventi, disputati in ognuno dei Paesi Baltici. La classe ha registrato una sola iscrizione, di Ernesta Globyte, che si è di conseguenza aggiudicata il titolo.

### Piloti e scuderie
| Scuderia             | Vettura                 | # | Pilota          | Gare |
| -------------------- | ----------------------- | - | --------------- | ---- |
| Nero-GSR Racing Team | Volkswagen Golf GTI TCR | 5 | Ernesta Globyte | 1-3  |

### Classifica
| Pos. | Pilota          | BIK | BIK | PAL | PAL | PAR | PAR | Punti |
| ---- | --------------- | --- | --- | --- | --- | --- | --- | ----- |
| 1    | Ernesta Globyte | 1   | 1   | 1   | 1   | 1   | 1   | 150   |
| Pos. | Pilota          | BIK | BIK | PAL | PAL | PAR | PAR | Punti |

| Colore  | Risultato             |
| ------- | --------------------- |
| Oro     | Vincitore             |
| Argento | 2º posto              |
| Bronzo  | 3º posto              |
| Verde   | Finito a punti        |
| Blu     | Finito senza punti    |
| Viola   | Ritirato (Rit)        |
| Viola   | Non classificato (NC) |
| Rosso   | Non qualificato (NQ)  |
| Nero    | Squalificato (SQ)     |
| Bianco  | Non partito (NP)      |
| Bianco  | Non ha gareggiato     |
| Bianco  | Infortunato (INF)     |
| Bianco  | Escluso (ES)          |
| Bianco  | Gara cancellata (C)   |